# Oligonychus etiennei
Oligonychus etiennei är en spindeldjursart som beskrevs av Gutierrez 1982. Oligonychus etiennei ingår i släktet Oligonychus och familjen Tetranychidae. Inga underarter finns listade i Catalogue of Life.